# Bendzsel Miklós
Bendzsel Miklós, dr. (Budapest, 1953. június 23. –) gépészmérnök, mérnök-közgazdász, a Szellemi Tulajdon Nemzeti Hivatala volt elnöke.

## Családja
Szülei Bendzsel Sándor és Kazinczy Katalin. Nős, felesége Mráz Borbála. Gyermekeik: Dániel (1980) és Tamás (1982).

## Életpályája
A BME-n 1976-ban szerzett gépészmérnöki diplomát, a MKKE-n pedig 1983-ban mérnök-közgazdászi képesítést. 1976 és 1980 között a Gépipari Tudományos Intézet Automatizálási kutatási főosztályának kutatómérnöke volt. 1980-tól dolgozott az Országos Találmányi Hivatalban (OTH), amelynek a neve 1997-ben Magyar Szabadalmi Hivatalra, majd 2011. január 1-jével Szellemi Tulajdon Nemzeti Hivatalára változott. 1980 és 1983 között az OTH iparjogvédelmi elemző osztályának munkatársa, 1983 és 1986 között a Hivatal elnökének titkára, 1986 és 1993 között a Szabadalmi Információs Központ (SZIK) igazgatója volt. 1993-tól 1997-ig a Hivatal elnökhelyettese, 1997-től 2016-ig pedig ő volt a Hivatal elnöke. Számos publikáció szerzője.

## Címei
- European Academy of Sciences and Arts tagja (2015),[1]
- a Moholy-Nagy Művészeti Egyetem címzetes egyetemi tanára,
- a Nyugat-magyarországi Egyetem díszpolgára

## Díjai, elismerései
- Jedlik Ányos-díj (1996)
- a Magyar Mérnök Akadémia tagja (1999),
- Eötvös Loránd-díj (2002),
- Magyar Köztársasági Érdemrend Tisztikeresztje (Polgári Tagozat) (2003)
- In memoriam Gábor Dénes elismerés (2004),
- Pro Universitate-díj, Miskolci Egyetem (2007),
- Bogsch Árpád Emlékérem, Feltalálók Egyesületei Nemzetközi Szövetsége (IFIA) Bogsch Árpád-emlékérem (2012)[2]
- MIE Emlékérem, Magyar Iparjogvédelmi és Szerzői Jogi Egyesület (2012)
- Dr. Orbán István-emlékérem (2016)

## Társadalmi szerepvállalása
- Több civil szervezetben, pl. a Magyar Iparjogvédelmi és Szerzői Jogi Egyesületben és a Magyar Mérnökakadémiában tölt be vezető tisztséget.
- 1997-től a Magyar Adatbázisforgalmazók Szövetségének társelnöke.
- Az Európai Szabadalmi Szervezet Igazgatótanácsának 2008. március 4. és 6. között Münchenben tartott 113. ülésén - Ficsor Mihállyal együtt - az Igazgatótanács tagjának választották, majd a 2010. december 15-én, Hágában megtartott 126. ülésen egyhangúlag az Igazgatótanács elnökhelyettesévé választották. Utóbbi megbízatása három évre szólt. Az Európai Szabadalmi Szervezet Igazgatótanácsa a 2013. október 16-i ülésén Bendzsel Miklóst újabb hároméves időtartamra választotta meg alelnökének.[3]
- Számos kormánybizottságban illetve tárcaközi bizottságban vesz részt. A Hamisítás Elleni Nemzeti Testület  elnökhelyettese.
- Az ENSZ Szellemi Tulajdon Világszervezetében a Berni Unió Közgyűlésének elnöke és a European Design Leadership Board tagja